# 江川町 (津島市)
江川町（えがわちょう）は、愛知県津島市の地名。現行行政地名は江川町一丁目及び江川町二丁目。

## 地理
津島市西部に位置する。東は城山町、西は松ケ下町、南は上之町・大和町、北は申塚町に接する。

### 河川
- 新堀川[6]

## 歴史

### 沿革
- 1953年（昭和28年） - 津島市大字向島の一部により、同市江川町として成立[1]。

## 世帯数と人口
2018年（平成30年）1月1日現在の世帯数と人口は以下の通りである。
| 丁目         | 世帯数  | 人口  |
| ------------ | ------- | ----- |
| 江川町一丁目 | 83世帯  | 207人 |
| 江川町二丁目 | 57世帯  | 147人 |
| 計           | 140世帯 | 354人 |

### 人口の変遷
国勢調査による人口の推移
| 1995年（平成7年）  | 430人 | [ 7 ]  |  |
| 2000年（平成12年） | 371人 | [ 8 ]  |  |
| 2005年（平成17年） | 399人 | [ 9 ]  |  |
| 2010年（平成22年） | 350人 | [ 10 ] |  |
| 2015年（平成27年） | 347人 | [ 11 ] |  |

## 学区
市立小・中学校に通う場合、学区は以下の通りとなる。また、公立高等学校に通う場合の学区は以下の通りとなる。
| 丁目         | 番・番地等 | 小学校           | 中学校             | 高等学校 |
| ------------ | ---------- | ---------------- | ------------------ | -------- |
| 江川町一丁目 | 全域       | 津島市立西小学校 | 津島市立天王中学校 | 尾張学区 |
| 江川町二丁目 | 全域       | 津島市立西小学校 | 津島市立天王中学校 | 尾張学区 |

## 交通
- 国道155号[6]
- 愛知県道129号一宮津島線[6]

## その他

### 日本郵便
- 郵便番号 : 496-0867[4]（集配局：津島郵便局[14]）。